# Koniczyna łąkowa

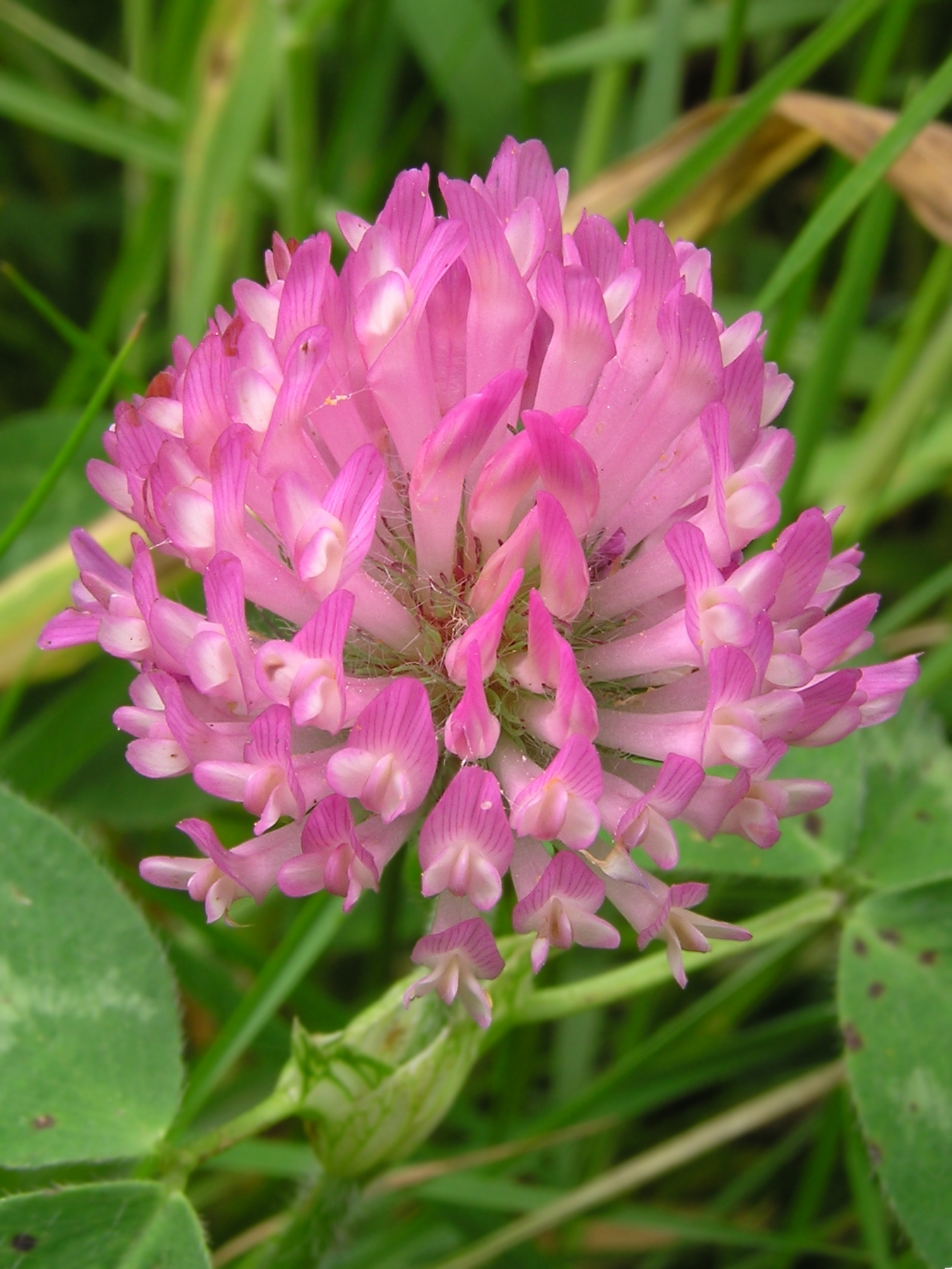
Kwiatostan

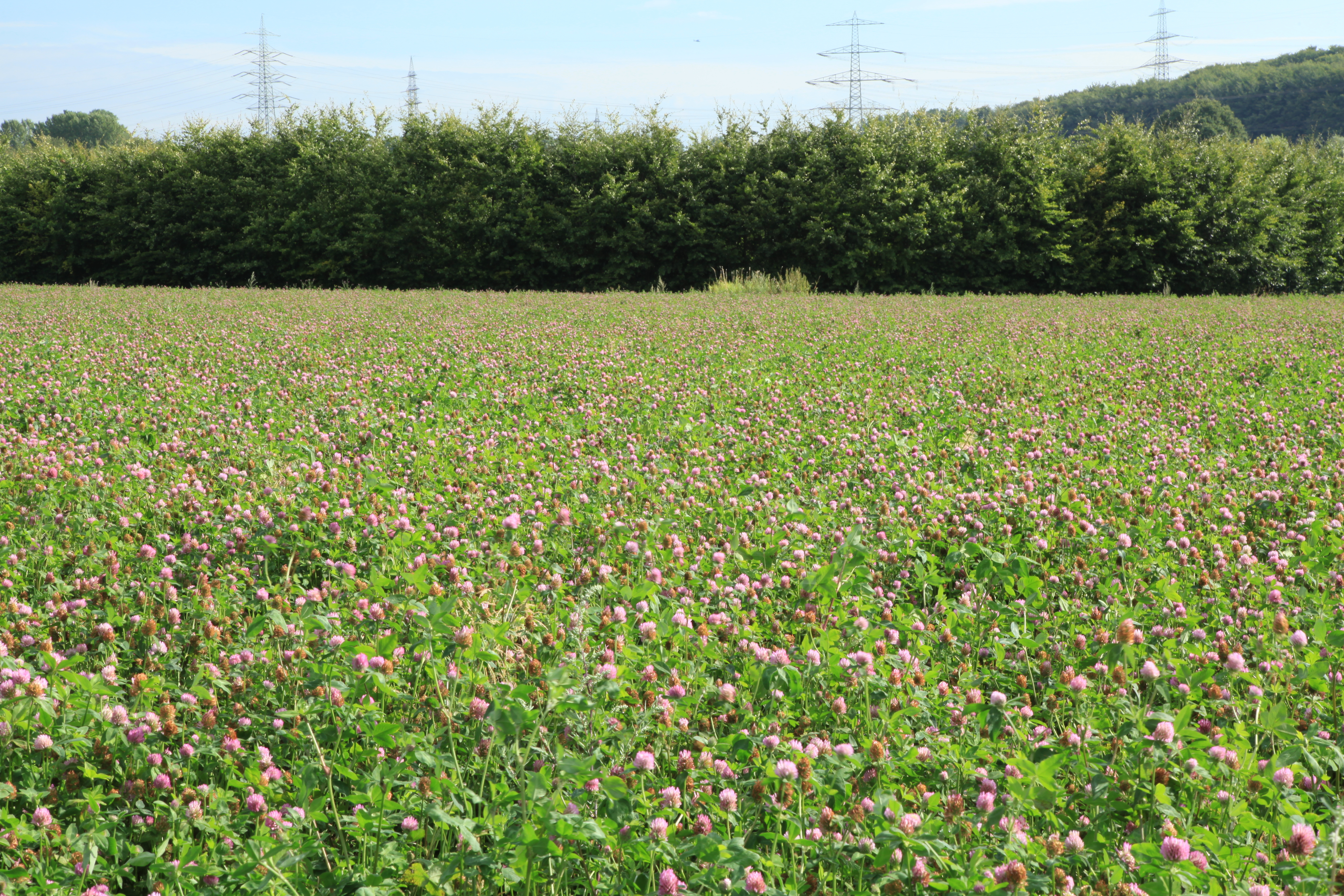
Pole z koniczyną czerwoną

Koniczyna łąkowa, k. czerwona (Trifolium pratense L.), daw. konicz – gatunek rośliny z rodziny bobowatych. Występuje w całej Europie, w środkowej Azji oraz północnej Afryce. Została naturalizowana i jest uprawiana także w Australii i obydwu Amerykach. W Polsce jest rośliną pospolitą.

## Morfologia
ŁodygaPodnosząca się lub wzniesiona o długości do 50 cm. Jest przylegająco owłosiona i często czerwono nabiegła.
Liście3-listkowe, jajowate lub eliptyczne, całobrzegie listki, przeważnie plamiaste. U nasady liści występują owłosione i szydłowato zakończone, błoniaste przylistki, często zrośnięte z ogonkiem liściowym.
KwiatyMotylkowe, jasnopurpurowe, pachnące, w główkach kulistych lub jajowatych, znajdujących się przeważnie po 2 na jednej łodydze. W 10-nerwowej i owłosionej z zewnątrz rurce kielicha występuje pierścień włosków.
OwocNieduży, zawierający jedno tylko nasiono strąk.
KorzeńMa palowy korzeń sięgający nawet do 1,5 m w głąb. W powierzchniowej warstwie gleby tworzy on liczne i długie rozgałęzienia.

## Biologia
Bylina. Kwitnie od maja do września. Do powstania owocu niezbędne jest zapylenie krzyżowe. Dokonać go mogą tylko owady o długim aparacie gębowym, głównie trzmiele. Roślina miododajna. Inne owady nie mogąc dostać się do nektaru przez gardziel korony i długą jej rurkę często wygryzają z boku korony otwór i wypijają nektar nie dokonując zapylenia. Po przekwitnięciu okwiat zsycha się. Liczba chromosomów 2n=14.

## Ekologia
Siedlisko: Łąki kośne, przydroża, pola, jasne lasy, na żyznych glebach, miejsca trawiaste. Hemikryptofit. W klasyfikacji zbiorowisk roślinnych gatunek charakterystyczny dla klasy (Cl.) Molinio-Arrhenatheretalia. Podgatunek nadmorski T. pratense ssp. maritimum (syn. T. pratense var. villosum) jest gatunkiem charakterystycznym dla Cl. Molinio-Arrhenatheretea, All. Koelerion albescentis, Ass. Trifolio-Anthyllidetum maritimae. Nasiona rozsiewane są przez wiatr.

## Zmienność
- Tworzy mieszańce z koniczyną pogiętą.
- Występuje w kilku odmianach[4]:
  - Trifolium pratense L. var. americanum Harz
  - Trifolium pratense L. var. perenne Host
  - Trifolium pratense L. var. pratense
  - Trifolium pratense L. var. sativum Schreb.
  - Trifolium pratense L. var. villosum DC.

## Zastosowanie
- Roślina pastewna o dużej zawartości białka i soli mineralnych[6]. Uprawiano ją już w XI w., jednak na większą skalę dopiero od XVIII w. Znajduje się w rejestrze roślin rolniczych Unii Europejskiej i jest jedną z podstawowych roślin bobowatych uprawianych na paszę.
- Roślina jadalna: jadalne są wszystkie części rośliny (korzenie po gotowaniu)[7].
- W medycynie ludowej była dawniej rośliną leczniczą. Jej ziele i kwiatostany Herba, Flos Trifolii pratensis zawierają glikozydy i flawonoidy. Używano jej jako środka moczopędnego i wykrztuśnego[6].